# Marianna Hilarides

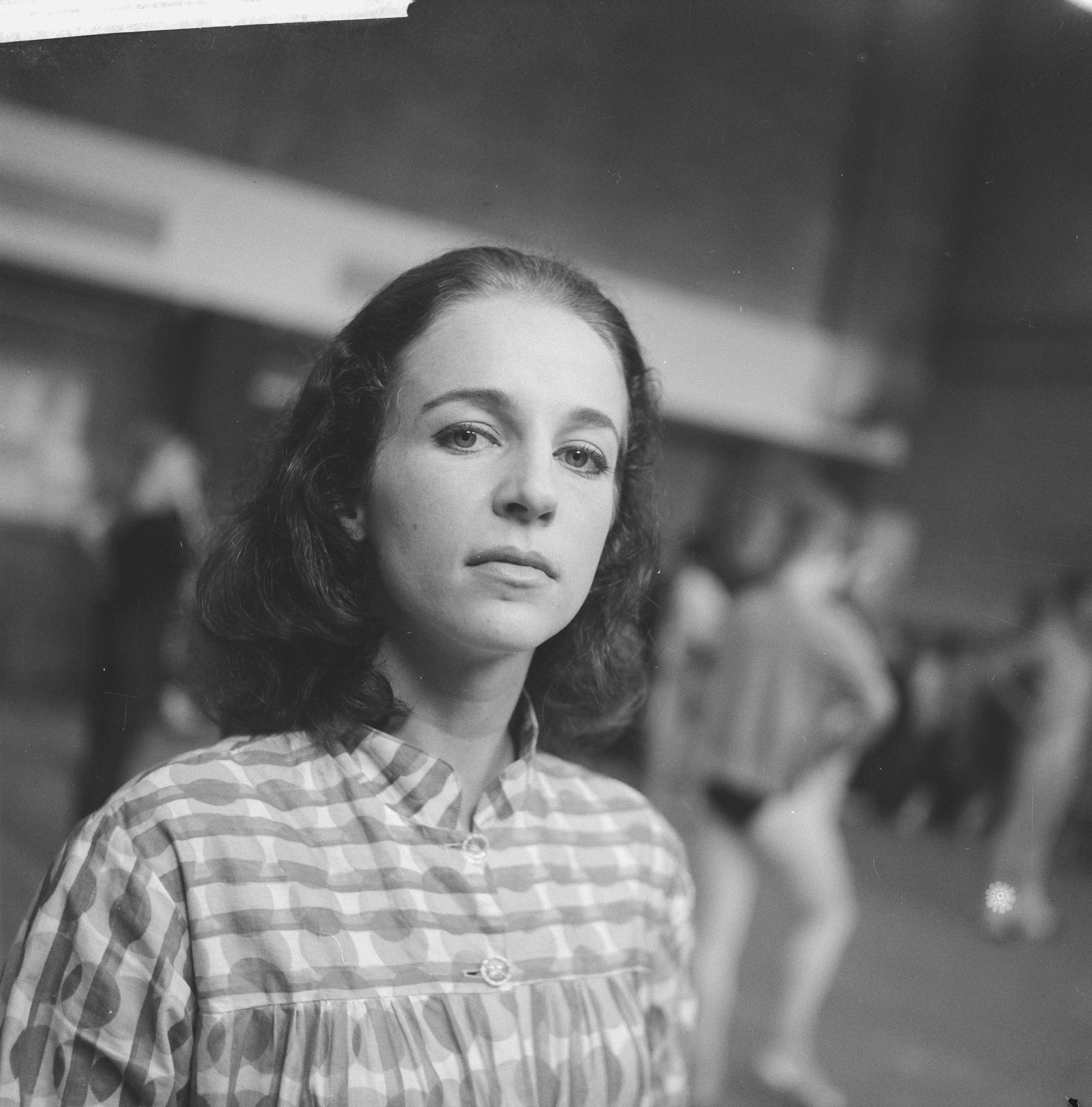
Marianna Hilarides, 1961

 Marianna Hilarides (geboren als Marianna Boedijn 26. November 1933 in Buitenzorg, Niederländisch-Ostindien; gestorben 6. März 2015 in Amsterdam) war eine niederländische Balletttänzerin.

## Leben

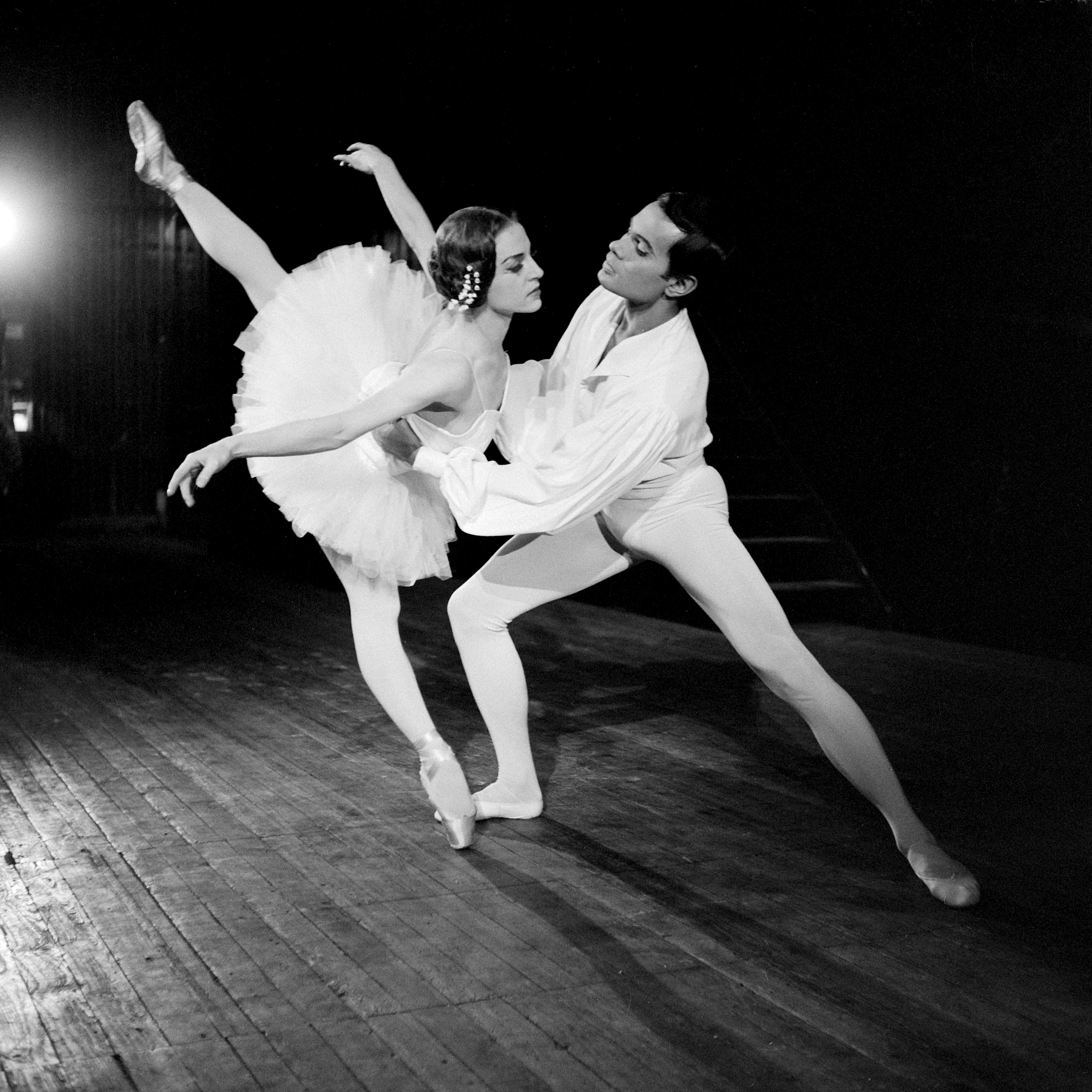
Marianna Hilarides, 1960

Marianna Boedijn wurde am 26. November 1933 in Buitenzorg, Niederländisch-Ostindien geboren. Sie war die Tochter des Professors für Biologie Karel Bernard Boedijn (1893–1964) und Anna Ruurdina Heerema (1900–1978). Ihr Vater arbeitete auf Java als Pilzexperte bei 's Lands Botentuin Buitenzorg. Er wurde 1935 zum Professor an der Medizinischen Hochschule von Batavia berufen. 
Während des Zweiten Weltkriegs wurde Marianna mit ihrer Schwester Carolien (geb. 1929) und ihrer Mutter in einem Frauenlager interniert. Die Mutter war oft krank und Marianna und Carolien mussten sich als Kinder im Lager größtenteils selbst durchschlagen. Sie zog um 1947 mit ihrer Mutter und ihrer Schwester in die Niederlande, während ihr Vater beruflich in Indonesien zurückblieb. Zu dem Zeitpunkt war Marianna Boedijn 15 Jahr alt.
Sie lebte nun in Den Haag und dort nahm sie Unterricht an der Tanzschule von Lili Green. Dort lernte sie Rudi van Dantzig kennen und wurde von der Ballettmeisterin Sonia Gaskell entdeckt. Sie übernahm Marianna Boedijn und einige weitere Schüler 1948 in ihre neu gegründete Ausbildungs-Kompanie Ballet Recital. Diese wurde 1950 zu einer offiziellen Stiftung und 1954 mit dem Het Nationale Ballet fusioniert. Dieses wurde nun ebenfalls von Gaskell geleitet. Bei Ballettabenden bildete Boedijn mit Jaap Flier ein festes Tanzpaar.
Boedijn verwendete ab 1953 nur noch ihren Künstlernamen Marianna Hilarides und mit diesem Namen zog sie die Aufmerksamkeit des niederländischen Publikums auf sich. Sie beschloss ihre Tanzausbildung im Ausland bei den russischen Tanzlehrern Olga Preobrajenska, Ljubow Nikolaewna Egorowa und Victor Gsovkt in Paris fortzusetzen. Es folgten kurze Auslandsengagements beim Ballett der Wiener Staatsoper und dem Grand Ballet de Marquis de Cuevas. Hilarides kehrte 1956 in die Niederlande, zum Niederländischen Ballett zurück. Dort tanzte sie wieder mit Jaap Flier. Rudi van Dantzig beschreibt später, warum Hilarides und Flier ein fantastisches Tanzpaar waren: „Marianna war zerbrechlich und verletzlich und manchmal übernatürlich aufgrund der Reinheit ihrer Körpersprache. Jaap schien ihr Gegenteil zu sein: warmherzig, intensiv und impulsiv und mit einem deutlich sichtbaren und spürbaren Bewegungsdrang. Es war, als ob ihre unterschiedlichen Persönlichkeiten für Strom sorgten ...“
1958 tanzte Marianna Hilarides als Gastsolistin im Ballett der Niederländischen Oper. Während der Probenzeit für „Don Quichotte“ wurde sie jedoch 1959 wegen Disziplinlosigkeit entlassen. Sie hatte die letzte Probe vor einer Aufführung ausgelassen, um sich auszuruhen. Sie trat 1959 dem Nederlands Dans Theater bei, das von ehemaligen Kollegen des Niederländischen Balletts gegründet worden war. Dort trat sie in einem Ballettintermezzo auf, welches Hans van Manen eigens für sie kreiert hatte. Sie tanzte dort nur eine Saison und kehrte in der nächsten zum Niederländischen Ballett zurück. Dort durfte sie im Danstheater nur pas de deux mit Jaap Flier tanzen. Sie empfand den Pas-de-deux als relativ anstrengend und sie waren nicht der Grund, weshalb sie Balletttänzerin geworden war.
Marianna Hilarides belegte bei einem internationalen Wettbewerb in Rio de Janeiro 1961 den vierten Platz und hatte 1962 großen Erfolg mit der Titelrolle in der Produktion „Shirah“ des Nationalballetts, die von Pearl Lang einstudiert wurde. Nach einer Fusion mit dem Amsterdamer Ballett war das Niederländische Ballett inzwischen in Nationalballett umbenannt worden, geriet sie während der Proben für ein Konzert in Konflikt mit Gaskell. Während einer Probe weigerte sie sich, an dem Stück, in dem sie eine Hauptrolle tanzte, weiterzuarbeiten und ging wortlos. Daraufhin wurde sie fristlos entlassen. Da sie mit dem Entlassungsgrund nicht einverstanden war, ging sie gerichtlich dagegen vor. Sie forderte 60.000 Gulden Schadensersatz, konnte sich damit vor Gericht jedoch nicht durchsetzen. Anschließend ging Marianna Hilarides ins Ausland, wo sie als Gastsolistin auftrat. Sie unternahm auch eine Reihe von Tourneen, unter anderem mit dem Grand Ballet Classique de France nach Island und in die USA. Im September 1966 kehrte sie mit dem Scapino Ballet mit der Rolle der Swanhilde in Coppelia auf die niederländische Bühne zurück. Sie sollte diese Rolle im Oktober wieder übernehmen, entschied sich jedoch dagegen, weil sie das Gefühl hatte, dass sie zu einer Aufführung mit Studenten nicht dazugehöre.
Überraschend kehrte Marianna Hilarides 1967 zum Nationalballett zurück. Sie wollte nicht über die vorherige Trennung sprechen und bezeichnete ihre Beziehung zu Gaskell als ausgezeichnet. Sie tanzte die Hauptrolle in „Schwanensee“ am Zirkustheater Scheveningen und erhielt begeisterte Kritiken. Allerdings scheiterten 1968 erneute Vertragsverhandlungen, da Hilarides und das Management keine Einigung erzielen konnten. Dies bedeutete das Ende ihrer Karriere. Nachdem sie mit dem Tanzen aufgehört hatte, lebte sie von Sozialleistungen und dem Mehrwert der Wohnung, die sie mit ihrer Erbschaft gekauft hatte.
Am 6. März 2015 verstarb Marianna Hilarides, die zu diesem Zeitpunkt bereits seit längerem an Demenz litt, im Alter von 81 Jahren in ihrer Heimatstadt Amsterdam.